# 閻維文
閻 維文（えん いぶん、イェン・ウェイウェン、1957年8月26日 - ）は、中華人民共和国の軍隊歌手。政府から中国国家一級演員に認定されている。中国音楽家協会理事、中国人民解放軍総政歌舞団男高音歌唱家。

## 略歴
1957年8月26日、山西省平遥県に生まれる。
1970年、山西省歌舞団に入団、舞踏演員を担当。
1979年に名門である中国人民解放軍総政治部歌舞団に入団しました。
1982年、幼馴染の山西省軍区宣伝隊舞踏演員の劉衛星と結婚。
2008年、娘・閻晶晶と元中華人民共和国外交部部長李肇星の息子・李禾禾と北京で結婚式を挙げた。。

## 代表曲
- 母親
- 小白楊
- 一二三四歌
- 說句心裡話
- 想家の時候
- 九九艷陽天
- 祝媽媽長壽
- 舉杯吧便宜
- 中国兵
- 強軍戰歌

## 主な賞歴
1986年、第一回青年電視歌手大賞賽専業組民族唱法三等賞。
1988年、第三回青年電視歌手大賞賽専業組民族唱法一等賞。
2004年、『西域情歌』—第二回「中国唱片金碟賞」。